# 단국대학교 치과대학 죽전치과병원
단국대학교 치과대학 죽전치과병원(檀國大學校 齒科大學部屬 竹田齒科病院)은 경기도 용인시에 위치한다. 단국대학교 치과대학 부속 치과병원이다.

## 연혁
- 2010년 12월 6일: 죽전치과병원 개원식.
- 2010년 12월 21일:	마취통증의학과 신설.

## 같이 보기
- 단국대학교
- 단국대학교 치과대학 부속치과병원
- 단국대학교병원
- 대한민국의 치과대학